# Avast Secure Browser
Безпечний браузер Avast (раніше Avast! SafeZone) — це веб-браузер Avast Software, включений для додаткової інсталяції в інсталятор Avast Antivirus з 2016 року, але він також доступний на його веб-сайті. Він заснований на відкритому проєкті Chromium. Він доступний для Microsoft Windows, macOS, iOS та Android.
Avast Online Security — це розширення для браузерів Google Chrome, Microsoft Edge, Mozilla Firefox і Opera, яке має деякі функції, подібні до Avast Secure Browser.

## Події

### 2016 рік
24 березня 2016 р. — Avast! Запущено браузер SafeZone 

### 2018 рік
6 квітня 2018 р. — перейменовано на Avast Secure Browser і оновлено

## Історія
Спочатку Avast Secure Browser був у комплекті з платними версіями Avast Antivirus. У березні 2016 року Avast також почав комплектувати його безкоштовною версією. Спочатку Avast Secure Browser називався «SafeZone», а на початку 2018 року був оновлений і перейменований у «Avast Secure Browser»
До оновлення та перейменування дизайн SafeZone був подібний до браузера Opera. SafeZone вмикається автоматично, коли користувач відвідує фінансові або торгові сайти для проведення онлайн-транзакцій.
У грудні 2015 року Tavis Ormandy виявив вразливість у безпеці, яка могла дозволити хакерам вставити шкідливий код JavaScript у браузери користувачів Avast SafeZone Browser. Avast швидко запровадив тимчасове виправлення та усунув уразливість через кілька днів.

## Особливості
- Завантажувач відео : плагін, який пропонує завантажувати відео, які користувач переглядає на вибраних веб-сайтах. Це дозволяє користувачеві вибрати якість відео та, у деяких випадках, завантажити звукову доріжку відео як аудіофайл.
- Захист від відстеження та відбитків пальців : Програмне забезпечення запобігає збору інформації про комп'ютер користувача або історії веб-перегляду, які можуть бути використані для створення профілю користувача.